# Heinrich Adolf von Kurssel
Heinrich Adolph von Kurssel (* 15. Mai 1693 in Wele; † 26. September 1758 in Frankfurt) war ein preußischer Generalmajor und Regimentschef.

## Leben

### Herkunft
Heinrich Adolph stammte aus der deutsch-baltischen Familie Kursell, einem livländischen Geschlecht. Er war der Sohn des schwedischen Oberstleutnants Christoph Heinrich von Kursell und dessen Ehefrau Anna Gertrud, geborene von Tiesenhausen.

### Militärkarriere
1710 begab Kurssel sich in preußische Dienste und machte bei dem Infanterieregiment „Wartensleben“ den Pommernfeldzug 1715/1716 mit. Er stieg am 16. Januar 1716 zum Fähnrich, am 26. September 1718 zum Sekondeleutnant und am 21. Mai 1721 zum Premierleutnant auf. Im Jahr 1734 war er als Stabskapitän auf Werbung. Kurssel war so erfolgreich, dass er den Orden De la Générosité erhielt. Unter Friedrich II. erhielt er den Pour le Mérite dafür. Am 15. Juli 1737 wurde er Major und 1742 Oberstleutnant. Während des Zweiten Schlesischen Krieges wurde am 27. Januar 1745 zum Oberst befördert und kämpfte dann in der Schlacht bei Hohenfriedberg. Im Jahr 1749 wurde er Kommandeur des Infanterieregiments „von Kalsow“. Er wurde am 11. September 1753 Generalmajor und avancierte schließlich 1755 zum Chef des nach ihm benannten Regiments Kurssel zu Fuß. Er wurde in der Schlacht bei Prag verwundet. Nach seiner Genesung kommandierte Kurssel die Verteidigung von Glogau und war 1758 bei der Belagerung von Schweidnitz. Am 20. April erhielt er Landshut den Oberbefehl über die in Schlesien stehende Armee. In der Schlacht bei Zorndorf kommandierte Kurssel am 25. August eine Brigade, wurde verwundet und erlag seinen Verletzungen wenig später in Frankfurt (Oder).

### Familie
Kurssel war zweimal vermählt. Zuerst hatte er sich am 6. Januar 1729 mit Charlotte Sophie von Eller († 15. April 1735), verwitwete von Heyden verheiratet. Nach ihrem Tod heiratete er am 25. September 1736 Eleonore Luise von Bardeleben (* 23. Mai 1710) aus dem Haus Brödelwitz. Sie war die Tochter von Hans Christoph von Bardeleben. Kurssel begründet den schlesischen Zweig seiner Familie und hatte folgende Kinder:
- Marie Friederike Charlotte Anna (* 9. Oktober 1734) ⚭ 1756 Johann Heinrich von Bredow († 2. September 1758), preußischer Hauptmann, der an den Folgen seiner Verwundung in der Schlacht bei Zorndorf verstarb
- Tugendreich Christiana Wilhelmine (* 1. Mai 1737)
- Luise Sophia Charlotte (* 10. Mai 1738)
- Ulrike Eleonore (* 20. Mai 1740)
- Friedrich Wilhelm (* 30. Mai 1741)
- Wilhelmine Henriette (* 4. April 1743)
- Sophia (* 14. Mai 1743; † 9. Juli 1745)
- Friederike (Ulrike?) Eleonore (* 20. Mai 1744; † 27. September 1802) ⚭ Johann Christoph von Knobelsdorff (1740–1803), preußischer Generalmajor
- Sophie Johanna (* 19. August 1746; † 24. April 1749)
- Friedrich Adolf (* 12. Oktober 1747) ⚭ N.N.
- Karl Ludwig Heinrich (* 9. Dezember 1748; † 12. September 1799). Er war der Vater des späteren preußischen Generalleutnants Karl Heinrich Adolf von Kurssel (1780–1853)

⚭ 2. November 1779 Ernestine Henriette Charlotte von Prittwitz und Gaffron (* 7. Juli 1758; † 18. Mai 1787)
⚭ 1789 Karoline von Schweinichen
- Beate Juliane (* 20. Mai 1750; † 30. Mai 1793) ⚭ 19. Januar 1780 August Wilhelm von Tempski (* 11. März  1751; † 14. November 1824)[1] Forstrat[2]
- Heinrich Wilhelm (* 27. Juli 1752; † 22. Juli 1753)